# Laconnex
Laconnex est une commune suisse du canton de Genève. Plusieurs associations ont été créées au sein de ce village, notamment la Jeunesse de Laconnex, qui organise plusieurs événements par année.

## Géographie
La commune de Laconnex s'étend sur 3,83 km2. Lors du relevé de 2013-2018, les surfaces d'habitations et d'infrastructures représentaient 12,5 % de sa superficie, les surfaces agricoles 77,3 %, les surfaces boisées 8,9 % et les surfaces improductives 0,8 %.
La commune est limitrophe de Bernex, Soral, Avusy et Cartigny.

## Démographie
La commune compte 670 habitants au 31 décembre 2023 pour une densité de population de 175 hab/km2. Sur la période 2010-2023, sa population a augmenté de 10,9 % (canton : 14,6 % ; Suisse : 9,4 %).  

## Politique

### Administration
L'exécutif de la commune de Laconnex compte trois membres : le maire de la commune et deux adjoints. Les membres sont élus pour une période de cinq ans. L'exécutif de la commune, entré en fonction le 1er juin 2025, se compose de la façon suivante:
| Identité            | Étiquette         | Étiquette | Fonction                 | Dicastères                                                                                        |
| ------------------- | ----------------- | --------- | ------------------------ | ------------------------------------------------------------------------------------------------- |
| Thierry Arn         | Entente communale |           | Maire                    | Finances – Ressources humaines – Bâtiments et aménagement – Agriculture                           |
| Rémi Fouchault      | Entente communale |           | Conseiller administratif | Environnement – Culture, sport et loisirs – Sécurité civile                                       |
| Jean-Pierre Gantner | Entente communale |           | Conseiller administratif | Social, jeunesse et seniors – Route, trafic et mobilité, assainissement – École et petite enfance |

Le conseil municipal de Laconnex (pouvoir législatif de la commune) compte 11 membres. Les conseillers municipaux sont élus pour une période de cinq ans. Le Conseil municipal exerce des fonctions délibératives et consultatives mais il ne peut pas rédiger des lois. À la suite des élections municipales du 23 mars 2025, le conseil municipal est renouvelé et est représenté de la manière suivante : 
| Parti             | Voix | Suffrages en % | +/-           | Sièges  | +/-           |
| ----------------- | ---- | -------------- | ------------- | ------- | ------------- |
| Entente communale | 208  | 100,00 %       | en stagnation | 11 / 11 | en stagnation |

### Liste des maires
| Période       | Période     | Identité               | Étiquette         | Qualité                                                    |
| ------------- | ----------- | ---------------------- | ----------------- | ---------------------------------------------------------- |
| 1851          | 1854        | Pierre Thevenoz        |                   |                                                            |
| 1854          | 1860        | Jean Giron             |                   |                                                            |
| 1860          | 1878        | Jacques-Maire Thevenoz |                   | Député au Grand Conseil du canton de Genève de 1862 à 1872 |
| 1878          | 1894        | François Thevenoz      |                   | Député au Grand Conseil du canton de Genève de 1882 à 1884 |
| 1894          | 1914        | Charles Revaclier      |                   |                                                            |
| 1914          | 1927        | Arthur Thevenoz        |                   |                                                            |
| 1927          | 1941        | Joseph Dethurens       |                   |                                                            |
| 1941          | 1955        | Léon Revaclier         |                   |                                                            |
| 1er juin 1955 | 31 mai 1983 | Paul Dethurens         |                   |                                                            |
| 1er juin 1983 | 31 mai 1995 | Jacques Thevenoz       |                   | Adjoint au maire de 1975 à 1979                            |
| 1er juin 1995 | 31 mai 2003 | Olivier Rovini         |                   | Adjoint au maire de 1991 à 1995                            |
| 1er juin 2003 | 31 mai 2025 | Hubert Dethurens       | Entente communale | Adjoint au maire de 1995 à 2003                            |
| 1er juin 2025 | en cours    | Thierry Arn            | Entente communale |                                                            |

## Culture et patrimoine

### Héraldique
| Blason | Blasonnement : D'or au lion de sable armé et lampassé de gueules. |